# Bojszowy (gromada)
Bojszowy – dawna gromada, czyli najmniejsza jednostka podziału terytorialnego Polskiej Rzeczypospolitej Ludowej w latach 1954–1972.
Gromady, z gromadzkimi radami narodowymi (GRN) jako organami władzy najniższego stopnia na wsi, funkcjonowały od reformy reorganizującej administrację wiejską przeprowadzonej jesienią 1954 do momentu ich zniesienia z dniem 1 stycznia 1973, tym samym wypierając organizację gminną w latach 1954–1972.
Gromadę Bojszowy z siedzibą GRN w Bojszowach utworzono – jako jedną z 8759 gromad na obszarze Polski – w powiecie pszczyńskim w woj. stalinogrodzkim, na mocy uchwały nr 21/54 WRN w Stalinogrodzie z dnia 5 października 1954. W skład jednostki weszły obszary dotychczasowych gromad Bojszowy, Bojszowy Nowe, Jedlina, Międzyrzecze i Świerczyniec ze zniesionej gminy Bojszowy oraz kolonia Jajosty z dotychczasowej gromady Bijasowice (niektóre parcele z kart 5, 6, 7 i 9 obrębu Bijasowice) ze zniesionej gminy Bieruń Nowy w tymże powiecie. Dla gromady ustalono 24 członków gromadzkiej rady narodowej.
29 lutego 1956 z gromady Bojszowy wyłączono wsie Bojszowy Nowe i Świerczyniec, a z obszarów tych utworzono nową gromadę Bojszowy Nowe w tymże powiecie.
20 grudnia 1956 województwo stalinogrodzkie przemianowano (z powrotem) na katowickie.
Gromada przetrwała do końca 1972 roku, czyli do kolejnej reformy gminnej. 1 stycznia 1973 w powiecie pszczyńskim reaktywowano gminę Bojszowy.
1 lutego 1977 gminę zniesiono włączając jej obszar do gminy Pszczyna i do Tychów. 2 kwietnia 1991 reaktywowano gminę Bojszowy. W 1999 roku gmina Bojszowy trafiła do powiatu tyskiego w woj. śląskim, a od 2002 należy do powiatu bieruńsko-lędzińskiego tamże.